# 624
Cette page concerne l'année 624  du calendrier julien. Pour l'année 624 av. J.-C., voir 624 av. J.-C.
L'année 624 est une année bissextile qui commence un dimanche.

## Événements

### Chine
- Li Shih-min arrête l’expédition du khan des Turcs orientaux, El-qaghan, et de son neveu Toloui devant Ch’ang-an[1].
- Rédaction du code Tang[2].
- Création du statut du Corps médical qui supervise les études de médecine et organise la recherche[3].
- Réforme du statut agraire instaurant un système collectif de culture. Les terres sont réparties également entre les cultivateurs masculins à titre viager[4].

### Proche-Orient
- Janvier : attaque d'une caravane mecquoise à Nakhla par les Arabes musulmans. Mahomet légitime la razzia[5].
- 11 février : Mahomet rompt avec le judaïsme ; la prière se dirige non plus vers Jérusalem mais vers la Ka’ba, le temple de La Mecque attribué à Ibrahim (Abraham) et à son fils Isma’il[6].
- 15 mars : bataille de Badr, première victoire des musulmans sur le clan des Quraychites[6]. Quelques semaines après, Mahomet assiège la tribu juive des Banu Qaynuqa à la suite d’un combat dans un marché où un Juif et un Arabe musulman avaient trouvé la mort. Les Juifs se rendent et sont chassés de Médine[6]. Ils exerçaient le métier d’orfèvre et quittent la péninsule pour la Syrie[7].
- Printemps : après avoir recruté des troupes en Albanie du Caucase, l'empereur d'Orient Héraclius commence une troisième campagne contre les Perses[8]. Il se heurte à une forte contre-offensive perse, et malgré trois victoires il ne peut pénétrer en Perse[9]
- Décembre : Héraclius est victorieux une troisième fois du général perse Charbaraz au nord du lac de Van. Héraclius se replie au-delà de l'Euphrate en Cilicie (mars 625)[10].

### Europe
- Le roi des Wisigoths Swinthila reconquiert l'Algarve, chassant définitivement les Byzantins de la péninsule ibérique et réunifiant celle-ci[11],[12].
- Dagobert élimine le dynaste bavarois Chrodoald[13].